# Distenia limbata
Distenia limbata är en skalbaggsart som beskrevs av Bates 1885. Distenia limbata ingår i släktet Distenia och familjen långhorningar.
Artens utbredningsområde är:
- Costa Rica.
- Guatemala.
- Panama.

Inga underarter finns listade i Catalogue of Life.